# Патриотска лига (БиХ)
Патриотска лига је била паравојна формација босанскохерцеговачких муслимана на почетку рата у Босни и Херцеговини.
Основали су је генерал Сефер Халиловић и његови сарадници 2. маја 1991. као страначку организацију, да би већ 10. јуна 1991. у Дому милиције био одржан састанак муслиманских јавних радника из цијеле Југославије. У њу су приступили и многи криминални елементи, који су патриотизам показивали нападима на особе друге националности, а за своје циљеве су проглашавали очување суверенитета Босне и Херцеговине и њених граница и заштиту муслиманског живља у случају рата. Као знак распознавања, њени припадници су користили амблем на којем се налазио грб Босне и Херцеговине, изнад којег је писало „Патриотска лига“. Лига је од самог почетка рата била умешана у убиства војника ЈНА и особа друге националности, те су били умешани у сам почетак рата. Највише успјеха Патриотска лига је постигла у Сарајеву гдје је била и најактивнија и најмногобројнија почетком рата, да би била укинута са оснивањем Армије Босне и Херцеговине.